# Boios
Boios war ein griechischer Autor des 3. Jahrhunderts v. Chr., der einzig als der Autor eines Werkes über die Verwandlungen mythischer Figuren in Vögel bekannt ist, der in Hexametern verfassten Dichtung Ornithogonia (altgriechisch Ὀρνιθογονία ‚Die Entstehung der Vögel‘).
Ovid benutzte sein Werk, Aemilius Macer übersetzte es ins Lateinische. Eine Sammlung von Verwandlungsmythen aus dem zweiten Jahrhundert von Antoninus Liberalis gibt sehr knappe Zusammenfassungen des Inhalts einiger dieser in dem Werk Ornithogonia gesammelten Mythen.